# Hew Strachan

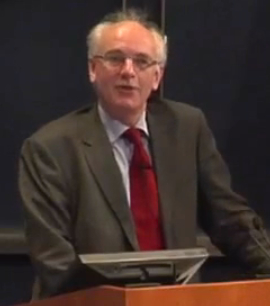
Hew Strachan 2013

Sir Hew Francis Anthony Strachan CVO (* 1. September 1949 in Edinburgh) ist ein britischer Militärhistoriker. Von 2002 bis 2015 war er Chichele Professor of the History of War in Oxford, seitdem ist er Professor of International Relations an der University of St Andrews.

## Leben
Strachan arbeitete zunächst in der zivilen Schifffahrt. Danach studierte er am Corpus Christi College der University of Cambridge. Nach dem Bachelor of Arts (1971) war er im Antiquitätengeschäft tätig, bis er 1975 einen Master of Arts erwarb.
Er war danach Research Fellow und von 1978 bis 1979 Senior Lecturer für War Studies und International Affairs an der Royal Military Academy Sandhurst. Von 1979 bis 1992 war er als Fellow am Corpus Christi College tätig. Strachan war von 1992 bis 2000 Professor für Neuere Geschichte an der University of Glasgow. Dort leitete er von 1996 bis 2001 das Scottish Centre for War Studies. Von 2002 bis 2015 war er Chichele Professor of the History of War am All Souls College der Universität Oxford. Von 2004 bis 2012 war er zudem Direktor des Oxford Leverhulme Programme on the Changing Character of War. Seit 2015 ist er Professor of International Relations am Handa Centre for the Study of Terrorism and Political Violence der University of St Andrews in Schottland.
1995 war er Lees Knowles Lecturer an der University of Cambridge und 2002 Gastredner am Liddell Hart Centre for Military Archives am King’s College London. Darüber hinaus ist er seit 2000 Visiting Professor an der Royal Norwegian Air Force Academy in Trondheim (Norwegen) und war es 2009 als Sir Howard Kippenberger Professor an der Victoria University of Wellington (Neuseeland) und 2011 als Humanitas Visiting Professor in War Studies an der University of Cambridge.
Strachan, der Brigadier der Royal Company of Archers ist, gilt als international anerkannter Wissenschaftler für den Ersten Weltkrieg. Er veröffentlichte zum Thema mehrere Bücher und eine DVD für Channel 4. Außerdem ist er Mitglied von verschiedenen Kommissionen und Organisationen: 2008 wurde er Mitglied des Advisory Boards des Defence Academy of the United Kingdom, 2010 Trustee des Imperial War Museum und 2011 Specialist Advisor des Joint Committee on the National Security Strategy. Seit 2011 gehört er dem Council des International Institute for Strategic Studies an. 2012 wurde er in das National Committee for the Centenary of the First World War bestellt. 1994 war er Gründungsherausgeber der Zeitschrift War in History.
Er wurde mit mehreren Stipendien gefördert und ist Fellow der Royal Society of Edinburgh, der Royal Historical Society und, seit 2017, der British Academy. 2020 erschien ein Artikel von Strachan in einem Sammelband über moderne Kriege.
Strachan ist verheiratet und Vater von zwei Kindern.

## Auszeichnungen
- 1985: Templer Medal Book Prize der Society for Army Historical Research für From Waterloo to Balaclava: Tactics, Technology and the British Army 1815–1854
- 1992: Life Fellow am Corpus Christi College
- 1998: Duke of Westminster’s Medal for Military Literature für The Politics of the British Army
- 2001: Norman B. Tomlinson, Jr. Book Prize der Western Front Association (heute: World War One Historical Association) für The First World War, Bd. 1: To Arms
- 2005: Hon. DUniv, University of Paisley
- 2006: Deputy Lieutenant of Tweeddale
- 2012: Top Global Thinkers, Foreign Policy
- 2013: Knight Bachelor
- 2014: Lord Lieutenant of Tweeddale
- 2016: Pritzker Literature Award for Lifetime Achievement in Military Writing
- 2018: Samuel Eliot Morison Prize
- 2024 The King’s Birthday Honours: Commander of the Royal Victorian Order (CVO)[3]

## Schriften (Auswahl)
- European Armies and the Conduct of War. Routledge, London 1983, ISBN 0-415-07863-6.
- Wellington’s Legacy. The reform of the British army. Manchester University Press, Manchester 1984, ISBN 0-7190-0994-4.
- From Waterloo to Balaclava. Cambridge University Press, Cambridge 1985, ISBN 0-521-30439-3.
- The Politics of the British Army. Oxford University Press, Oxford 1997, ISBN 0-19-820670-4.
- The First World War. Vol. 1: To Arms. Oxford University Press, Oxford 2001, ISBN 0-19-926191-1.
- The First World War. A new illustrated history. Simon & Schuster, London 2003, ISBN 0-7432-3960-1.
- Clausewitz’s on War. A Biography. Atlantic Monthly Press, London 2007, ISBN 0-87113-956-1.